# テレビコラム
『テレビコラム』は、NHK教育テレビで1978年4月3日から1991年3月29日まで放送されたニュース解説番組である。

## 概要
毎回各界を代表する著名人・専門家が1人ずつ出演し、最近のニュース・話題の中からピックアップして専門的な分析・解説を加えた。また、毎月1回程度は「今月の新聞を読んで」と題して新聞記事の寸評を行った。
東京（放送センター）と大阪放送局の交互制作であった。
番組の終了後、1991年4月にこれと同趣旨の番組として『NHKニュース解説』（第2期）がスタートした。以来、『NHKニュース解説』→『視点・論点』とこの路線は系譜される。

## 放送時間
いずれもJST。
- 月曜日 - 金曜日 20:45 - 21:00 （1990年3月まで）
- 月曜日 - 金曜日 08:45 - 09:00 （1990年4月以降） - 20:45枠を新番組の『解説委員室』に譲って8:45枠へ移動。以後は朝の帯番組として放送。